# Imre Simon
Imre Simon (Budapest, Hongrie, 14 août 1943 – São Paulo, Brésil, 13 août 2009) est un informaticien brésilien. Il a reçu plusieurs prix nationaux et internationaux : en 1979, le Prix Jabuti de sciences exactes, conjointement avec Cláudio L. Lucchesi (pt), Tomasz Kowaltowski (pt), János Simon et István Simon, et en 1989 le Prix scientifique de l'Union des Assurances de Paris (UAP), conjointement avec Mikhaïl Gromov et Joseph Stiglitz.
Imre Simon était professeur titulaire au département d'informatique de l'Institut de mathématiques et statistiques (pt) de l'université de São Paulo (IME-USP), et a reçu le titre de professeur émérite à titre posthume. Il coordonna aussi l'Incubadora Virtual de Conteúdos Digitais.

## Biographie
Simon a vécu en Hongrie, sa terre natale, jusqu'à l'âge de 13 ans, où la période de l'insurrection de Budapest amena sa famille à émigrer au Brésil. En 1962, il entra à l’Escola Politécnica da Universidade de São Paulo (Poli-USP) où il suivit des cours d'ingénierie électronique et commença une longue relation avec les mathématiques et l'informatique. Imre Simon travailla avec le premier ordinateur de l'USP, selon Tomasz Kowaltowski, professeur à la retraite de l'Institut d'informatique de l'Universidade Estadual de Campinas (IC-Unicamp (pt)) et ami de Simon depuis ses études à l'École polytechnique de São Paulo.
Il obtint son diplôme de master en 1970 et de doctorat en 1972,
tous deux dans le domaine informatique à l'université de Waterloo. Sa thèse, dirigée par Janusz Brzozowski, porte le titre de « Hierarchies of Events with Dot-Depth One ».
Il a présidé la Société brésilienne de mathématiques (pt) et a coordonné le groupe d'Études d'Information et de Communication (EdIC) de l'institut d'études avancées de l'USP. Il a également été membre titulaire de l'Académie brésilienne des sciences et Grand-Croix de l'Ordre national du Mérite scientifique (du Brésil).
Il meurt d'un cancer du poumon, le 13 août 2009, veille de son 66ème anniversaire.

## Travaux
Sa recherche se situe sur diverses branches de l'informatique, dont la théorie des automates finis, la relation entre société et réseaux numériques, ainsi que la géométrie tropicale, un domaine dans lequel il a été pionnier et qui reçut ce nom en hommage à la nationalité de Imre Simon. En 2005, le journal périodique RAIRO-ITA dédia une de ses éditions aux ramifications de son travail en tant que scientifique en informatique.

## Prix Imre Simon
La conférence biennale LATIN décerne à chaque session depuis 2012 un prix dans le but de honorer un article publié dans la conférence LATIN qui a eu une influence importante et durable. Le prix est appelé Imre Simon test-of-time paper award. Les lauréats des premiers prix sont :
- 2022: Johannes Fischer pour « Optimal Succinctness for Range Minimum Queries », LATIN 2010
- 2020: Anne Brüggemann-Klein
- 2018: Marie-France Sagot
- 2016: Alistair Sinclair
- 2014: Graham Cormode et S. Muthukrishnan
- 2012: Michael A. Bender et Martín Farach-Colton.

## Contributions et nécrologies
- (pt) Revue Espaço Aberto - Profil : Imre Simon
- (pt) Page du chercheur, avec des liens vers ses articles scientifiques
- (pt) Cycle thématique sur la richesse des réseaux coordonné par Imre Simon
- (pt) Note officielle de l'USP sur son décès
- (pt) Décès de Imre Simon, pionnier de l'Informatique par Thiago Romero.

## Article lié
- Congruence de Simon